# Пейзаж с павлинами
«Пейзаж с павлинами» («Смерть», таит. Matamoe, фр. Le paysage aux paons (La mort)) — картина французского художника Поля Гогена из собрания Государственного музея изобразительных искусств имени А. С. Пушкина.
Слева на картине изображены высокие деревья, переходящие в сплошную зелёную стену. Правее деревьев, в центре на среднем плане расположена хижина, возле которой видны две женские фигуры. Перед хижиной разведён костёр, правее которого и ближе к зрителю показан мужчина с топором, рубящий на дрова поваленный древесный ствол. За хижиной виден уходящий вверх горный склон. На переднем плане левее центра два павлина. Справа внизу название картины на таитянском языке, а также подпись художника и дата: MATAMOE P. Gauguin. 92.
Как следует из авторской подписи, картина написана на Таити в 1892 году. К моменту написания картины Гоген уже уехал из Папеэте и обосновался в деревне Матайеа на южной стороне острова. В своей книге «Ноа Ноа» Гоген описал сценку, послужившую прообразом картины:

«С одной стороны море, с другой гора <…> несколько мощных манговых деревьев. Между горой и морем — моя хижина из дерева бурао <…> мужчина, почти голый, рядом с ним высохшая кокосовая пальма, похожая на огромного попугая с ниспадающим золотистым хвостом <…> Мужчина изящным и гибким движением поднимает обеими руками тяжёлый топор, оставляющий наверху свой синий отблеск на серебристом фоне неба, внизу — свою отметину на мёртвом дереве, в котором на мгновение вновь оживёт в пламени накоплявшийся день за днём жар минувших веков».

Перевод таитянского названия картины, «Matamoe», долгое время вызывал большие разночтения. Так, например, были попытки перевести его как «В прежние времена», «Некогда», «Странники», «Чужаки». Гоген это слово использовал в названии и другой своей картины «Arii matamoe» («Смерть короля»), на которой изображена отрубленная голова таитянина, эта картина находится в Музее Гетти. Сам Гоген перевёл это слово на французский язык в каталоге своей распродажи 1893 года у Дюран-Рюэля как «La Mort (Смерть)».
В «Ноа Ноа» Гоген также описал один эпизод, проливающий свет на название картины: он, вместе со своим другом Иотефой, ходил в горы за розовым деревом, необходимом Гогену для создания скульптуры. Гоген следующими словами передал свои ощущения в момент рубки дерева :

«Я рубил, я обагрял себе руки кровью его соков в блаженной ярости, с напряжённым ожиданием утоляя какую-то овладевшую мною священную жестокость. Не дереву наносил я удары, не его стремился я повергнуть на землю <…> Да, старый цивилизованный человек отныне действительно уничтожен, умер! Я возрождался, вернее во мне заново возникал человек сильный и чистый. Этот приступ жестокости был последним прощальным словом цивилизации, зла. Извращённость, дремлющая на дне всех душ, порождённых упадочной цивилизацией, прорвалась вдруг и мерзостью своей едва не затмила сияющую чистоту света, которым я дышал <…> Внутреннее переживание моё было испытанием на зрелость. Теперь я стал другим человеком, дикарём, маорийцем. <…> И с каждым ударом резца по этому куску дерева я всё глубже вдыхал запах победы и обновления».

На этом основании М. А. Бессонова прямо предлагает «рассматривать картину как символическое полотно, повествующее о гибели европейского сознания и рождении нового человека на затерянных в океане островах».
Существует более ранняя картина Гогена на этот же сюжет — «Таитянин с топором» (1891 год, частная коллекция), мужская фигура с топором практически полностью идентична картине из Пушкинского музея. Старший научный сотрудник ГМИИ имени А. С. Пушкина А. В. Петухов считает что этот образ заимствован Гогеном с фриза Парфенона, фотографии которого Гоген взял с собой на Таити. Также известен и подготовительный рисунок Гогена этой фигуры (гуашь, карандаш, чернила, 31,7 × 22,8 см, Чикагский институт искусств). Шведский исследователь творчества Гогена Б. Даниельссон считает, что моделью для картины послужил школьный дворник-туземец из деревни Паеа в 21 километре от Папеэте, где Гоген гостил у французского учителя местной школы Гастона Пиа.
В 1893 году Гоген послал картину в галерею П. Дюран-Рюэля. 18 февраля 1895 года картина была выставлена на распродаже картин и рисунков Гогена в парижском аукционном доме «Отель Друо», деньги с которой шли на финансирование новой поездки Гогена на Таити и где её купил А. Сеген за 480 франков. С 1906 года картина находилась в галерее А. Воллара и 4 мая 1907 года её вместе с другой картиной Гогена «Беседа» за 15000 франков приобрёл московский промышленник и коллекционер И. А. Морозов. После Октябрьской революции собрание Морозова было национализировано, и с 1923 года картина находилась в Государственном музее нового западного искусства. В 1948 году, после упразднения ГМНЗИ, она была передана в Государственный музей изобразительных искусств имени А. С. Пушкина (в каталоге-резоне картин Гогена, составленном Ж. Вильденштейном, ошибочно указывается, что картина находится в Эрмитаже). Картина выставляется в бывшем флигеле усадьбы Голицыных на Волхонке, в Галерее искусства стран Европы и Америки XIX—XX веков, зал 17 (зал Гогена).
- Один из рельефов западного фриза Парфенона
- «Человек с топором». Чикагский институт искусств
- «Дровосек». Частная коллекция, Швейцария
- «Смерть короля».
Музей Гетти, Лос-Анджелес
- «Пейзаж с павлинами» в зале Пушкинского музея